# برايان دوغرتي
برايان دوغرتي (بالإنجليزية: Brian Dougherty)‏ هو لاعب اللاكروس أمريكي، ولد في 10 ديسمبر 1973 في فيلادلفيا في الولايات المتحدة.